# Transitzone
Eine Transitzone oder ein Transitbereich ist bei internationalen Flughäfen der Bereich, der einen Umstieg auf ein weiteres Flugzeug zur Weiterreise in einen anderen Staat ermöglicht, ohne dass der Passagier zuvor einer Einreisekontrolle unterworfen wird. Eine Transitzone liegt – aus der Sicht der Ankommenden – vor den Anlagen der Zoll- und Grenzkontrolle.
Im Zusammenhang mit der Flüchtlingskrise in Europa 2015 hat Ungarn Transitzonen nicht nur an Flughäfen angelegt, sondern sie in Form von umzäunten und abgeschlossenen Flüchtlingslagern per Gesetz vom 24. September 2015 neu definiert und in Gebieten an den Landesgrenzen errichtet. In anderen Ländern ist die Planung der Einrichtung derartiger Transitzonen politisch umstritten. Von ihren Gegnern werden sie teilweise zugespitzt als „Haftzonen“ oder „Haftanstalten“ bezeichnet, weil Flüchtlinge dadurch kriminalisiert würden, Asylbewerber hier im Falle der Ablehnung ihres Antrags die unverzügliche Zurückweisung zu befürchten haben und sie bis zur Entscheidung über ihren Antrag in ihrer Bewegungsfreiheit eingeschränkt sind.

## Begriff
Der Begriff der Transitzone stammt aus dem europäischen Recht und wird im Visakodex und in der Dublin-III-Verordnung als internationale Transitzone (englisch international transit area, auch international area, französisch zone internationale de transit, auch zone internationale), in der Aufnahmerichtlinie und der Richtlinie 2013/32/EU (Asylverfahrensrichtlinie) dagegen als Transitzone (englisch transit zone, französisch zone de transit) bezeichnet. In der deutschen Rechtsordnung findet sich der Begriff Transitzone bisher nur vereinzelt. Häufiger ist dort die Bezeichnung Transitbereich anzutreffen – ohne Unterschied in der Sache.
In allen Rechtsvorschriften nimmt der Begriff auf die in der Europäischen Union und in Drittstaaten seit jeher vorhandenen Einrichtungen auf den Flughäfen Bezug. Der Begriff wird an keiner Stelle definiert; seine Bedeutung wird als bekannt vorausgesetzt.

## Bisherige Praxis in Deutschland
Ein wichtiger Transitbereich in Deutschland besteht im Bereich des Flughafens Frankfurt, auf dem aus vielen Staaten der Erde Flüge ankommen und abgehen. In diesem Bereich findet auch das  Flughafenverfahren nach § 18a Asylgesetz statt, bei dem ein Flüchtling noch vor dem Passieren der Einreisekontrolle seinen Asylantrag stellt, dort angehört wird und dort die Entscheidung erhält. Im Transitbereich befindet sich eine Flüchtlingsunterkunft, in der sich ein Asylbewerber bis zur Entscheidung über sein Schutzbegehren, gegebenenfalls bis zur Entscheidung, ob ihm die Einreise gestattet wird (§ 18 a Absatz 6 AsylG), aufhalten muss.

## Überlegungen zu Transitzonen an den deutschen Grenzen
Angesichts der Flüchtlingskrise 2015 wurde in Deutschland diskutiert, durch Einrichtung von Transitzonen das Flughafenverfahren an den deutschen Landesgrenzen zu praktizieren (→ asylrechtliche Reformbestrebungen 2015). Am 1. Oktober wurde bekannt, dass Innenminister Thomas de Maizière in seinem Ministerium einen Gesetzentwurf erstellen lässt, zu dem sich Einzelheiten in einer unten angegebenen Referenz finden. Dieser Entwurf sieht die Einführung des Flughafenverfahrens – das zu einer erheblichen Beschleunigung des Asylverfahrens führen soll – auch in der Nähe der Grenzen zu den Nachbarländern Deutschlands vor. Am 7. Oktober betraute Bundeskanzlerin Angela Merkel den Chef des Bundeskanzleramtes Peter Altmaier mit der politischen Gesamtkoordinierung aller „Aspekte der aktuellen Flüchtlingslage“. Altmaier äußerte am 11. Oktober öffentlich: „Transitzonen können ein vernünftiges Element sein, aber sie allein können das Problem nicht lösen.“
Bundesjustizminister Heiko Maas (SPD) lehnte Transitzonen am Tag darauf vehement ab. Es bestünden erhebliche Zweifel an der praktischen Umsetzbarkeit des Vorschlags, das Flughafenverfahren auch an den Landesgrenzen durchzuführen. So müsste das Bundesamt für Migration und Flüchtlinge (BAMF) über sehr viele Asylanträge innerhalb von jeweils nur zwei Tagen entscheiden, es sei aber ohnehin überlastet. Außerdem sei unklar, wie die wartenden Flüchtlinge an den Grenzen untergebracht werden sollen und in welcher Form die Landesgrenzen kontrolliert werden könnten. SPD-Generalsekretärin Yasmin Fahimi bezeichnete das Vorhaben am 13. Oktober als „nicht praktikabel“. Am 23. Oktober 2015 stimmte die SPD auf Bundesebene dem Vorschlag von Innenminister Thomas de Maizière dann doch grundsätzlich zu.
Am 1. November fand  zur Flüchtlingskrise im Bundeskanzleramt ein zweistündiges erstes Spitzentreffen der Regierungskoalition statt (Teilnehmer: Angela Merkel für die CDU, Horst Seehofer für die CSU, Sigmar Gabriel für die SPD), das aber nicht zu einer schnellen Einigung führte und am 5. November fortgesetzt wurde. Gabriel redete nach dem Treffen vom 1. November bei einer anschließenden Stellungnahme statt von „Transitzonen“ nur von „Haftzonen“; diese seien abzulehnen. SZ-Chefredakteur Kurt Kister kommentierte dies als „hanebüchenen Vorwurf“.
Die Beschränkung des Aufenthalts auf eine Transitzone mindere keine Freiheit, denn man könne jederzeit wieder ausreisen; sie beschränke nur die hinzugekommene Möglichkeit des Aufenthalts im Lande.
Mit dem Asylpaket II wurde die Schaffung sogenannter „besonderer Aufnahmeeinrichtungen“ (BAE) im Asylgesetz verankert (§ 5 Absatz 5b i. V. m. § 30a AsylG). In Bayern entstanden 2017 drei „Transitzentren“: das Bayerische Transitzentrum Manching-Ingolstadt durch die Umwidmung einer Ankunfts- und Rückführungseinrichtung (ARE) und zwei weitere durch die Umwandlung von Aufnahmeeinrichtungen in Regensburg und Deggendorf. Der Koalitionsvertrag vom Februar 2018 sprach von Ankerzentren, in denen Asylbewerber bis zur Feststellung einer positiven Bleibeperspektive bzw. bis zur Abschiebung verbleiben sollen. Zum August 2018 wurden alle bestehenden bayerischen Erstaufnahmeeinrichtungen und Transitzentren in „Ankerzentren“ umbenannt.

## Rechtliche Rahmenbedingungen
Wo nach europäischem Recht Transitzonen zulässig sind, ergibt sich nur vage aus dem Erwägungsgrund 38 der Richtlinie 2013/32/EU (Asylverfahrensrichtlinie). Er lautet:
„Viele Anträge auf internationalen Schutz werden an der Grenze oder in Transitzonen eines Mitgliedstaats gestellt, bevor eine Entscheidung über die Einreise des Antragstellers vorliegt. Die Mitgliedstaaten sollten Verfahren zur Prüfung der Zulässigkeit und/oder Begründetheit von Anträgen vorsehen können, die es ermöglichen, unter genau festgelegten Umständen an Ort und Stelle über solche Anträge zu entscheiden.“
Artikel 43 der Richtlinie 2013/32/EU, der sich mit dem Verfahren an der Grenze befasst, regelt dazu die näheren Einzelheiten.
Gemäß Artikel 43 Absatz 1 können die Mitgliedstaaten Verfahren festlegen, um an der Grenze oder in Transitzonen des Mitgliedstaats über die Zulässigkeit oder die Begründetheit eines an derartigen Orten gestellten Antrags zu entscheiden. Die allgemeinen Verfahrensgarantien sind dabei einzuhalten. In die Prüfung der Zulässigkeit und Begründetheit fallen nur die in Artikel 33 und Artikel 31 Absatz 8 genannten Kriterien.
Gemäß Artikel 43 Absatz 2 muss eine Entscheidung innerhalb einer angemessenen Frist ergehen. Ist innerhalb von vier Wochen keine Entscheidung ergangen, so muss dem Antragsteller die Einreise in das Hoheitsgebiet des Mitgliedstaats gestattet werden, damit sein Antrag dort weiterbearbeitet werden kann.
Wenn es aufgrund der Ankunft einer erheblichen Anzahl von Drittstaatsangehörigen oder Staatenlosen an der Grenze oder in Transitzonen, die förmlich Anträge auf internationalen Schutz stellen, in der Praxis nicht möglich ist, die Bestimmungen des Absatzes 1 anzuwenden, können die genannten Verfahren auch in diesen Fällen und für die Zeit angewandt werden, in der die Drittstaatsangehörigen oder Staatenlosen normalerweise in der Nähe der Grenze oder Transitzone untergebracht werden (Artikel 43 Absatz 3).
Zur Frage, ob Transitzonen an einer Landgrenze zu einem Nachbarstaat errichtet werden dürfen, enthält die Richtlinie keine unmittelbare Aussage. Aus Artikel 43 Absatz 2 und Erwägungsgrund 38 geht allerdings hervor, dass der Betroffene jedenfalls noch nicht in das Hoheitsgebiet des Mitgliedstaats eingereist sein darf. „Einreise“ ist ein Begriff, der sich auf den jeweiligen Mitgliedstaat, nicht auf das Grenzregime, bezieht. Eine Einreise kann rechtlich an einer Schengen-Außengrenze und auch an einer Schengen-Binnengrenze erfolgen.
Die Regelung des Artikels 43 Absatz 3 deutet darauf hin, dass bei erheblichem Andrang an der Grenze Einrichtungen im Binnenland geschaffen werden können, in denen dieselben Regelungen gelten wie in der Transitzone unmittelbar an der Grenze. Auch aus dieser Bestimmung geht nichts zur Zulässigkeit einer Errichtung von Transitzonen an einer Schengen-Binnengrenze hervor. Die Errichtung von im Binnenland liegenden zusätzlichen Einrichtungen steht und fällt vielmehr mit der Einrichtung der Transitzone selbst.
Rechtsprechung des Europäischen Gerichtshofs zu den vorstehenden Bestimmungen gibt es bislang nicht.